# 皮德戈爾布
48°33′6″N 22°21′44″E / 48.55167°N 22.36222°E
皮德戈爾布（烏克蘭語：Підгорб），是烏克蘭的村落，位於該國西部外喀爾巴阡州，由烏日霍羅德區負責管轄，始建於1912年，面積0.009平方公里，海拔高度115米，2001年人口406。